# Bilistra cavernicola
Bilistra cavernicola is een pissebed uit de familie Sphaeromatidae. De wetenschappelijke naam van de soort is voor het eerst geldig gepubliceerd in 2004 door Sket & Bruce.